# Orla Venter
Orla Venter (verheiratete Orla Du Toit; * 1. Januar 1976 in Südwestafrika) ist eine ehemalige namibische Leichtathletin, die sich auf den Hochsprung spezialisiert hat.

## Sportliche Laufbahn
Erste internationale Erfahrungen sammelte Du Toit im Jahr 1992, als sie bei den Juniorenweltmeisterschaften in Seoul mit übersprungenen 1,70 m in der Qualifikation ausschied. Im Jahr darauf nahm sie an den Weltmeisterschaften in Stuttgart teil und schied dort mit 1,75 m ebenfalls in der Qualifikation aus. 1994 siegte sie dann bei den erstmals ausgetragenen Juniorenafrikameisterschaften in Algier mit einer Höhe von 1,68 m und qualifizierte sich damit erneut für die Juniorenweltmeisterschaften in Lissabon, erreichte aber auch dort mit 1,75 m nicht das Finale und beendete daraufhin im Alter von nur 18 Jahren ihre Karriere als Leichtathletin.

## Persönliche Bestleistungen
- Hochsprung: 1,82 m, 30. April 1993 in Gaborone (namibischer Rekord)